# Населені пункти Хорватії
Населені пункти Хорватії (хорв. naselja, в однині хорв. naselje) — це невеликі поселення, на які Хорватське бюро статистики поділяє територію Хорватії. Цей термін позначає наявні або колишні людські поселення (подібно до переписних місцевостей у США або переписних дільниць у Великій Британії) і не обов'язково населені пункти, включені до списку міст. З одного або кількох таких населених пунктів складаються адміністративні одиниці (органи місцевого самоврядування): міста (хорв. grad, множина хорв. gradovi) і громади (хорв. općina, множ. хорв. općine). Станом на 2008 рік у Хорватії налічується 6749 населених пунктів.
Окремі сільські поселення зазвичай називаються селами. Громади (муніципалітети) в Хорватії, як правило, охоплюють одне або кілька сільських поселень. Те, що в Хорватії називають містом, зазвичай включає однойменне велике поселення, яке в свою чергу складається з кількох міських і приміських поселень. Конституція Хорватії дозволяє населеному пункту (naselje) або його частині утворювати певну форму місцевого самоврядування. У хорватській системі місцевого самоврядування розрізняють громади та міста: громада може поділятися на кілька дрібніших одиниць, що звуться місцеві комітети (хорв. mjesni odbori), а місто зазвичай складається з кількох адміністративних одиниць (які можуть включати один або кілька населених пунктів) під назвою міський район (хорв. gradski kotar/gradska četvrt, множ. хорв. gradski kotari/gradske četvrti) на зразок «боро» в англосаксонській правовій системі та/або місцевий комітет (хорв. mjesni odbor).